# DB 182 sorozat
A DB 182 sorozat egy német többáramnemű Bo' Bo' tengelyelrendezésű villamosmozdony-sorozat, mely az EuroSprinter család tagja. 2001 és 2002 között gyártotta a Siemens és a Krauss-Maffei. Összesen 25 db készült el belőle. A sorozat megegyezik az ÖBB 1116 sorozattal. Honállomásuk Nürnberg.
A mozdonyokat a Railion, később DB Schenker Rail üzemelteti, de kis sorozat lévén a DB 185 sorozat érkezésével, 2009 végén eladta a teljes sorozatot a DB Regio-nak, amely a 160 km/h sebességű RegionalExpress-hálózatban fogja őket üzemeltetni.

## Története
A 2000-es évek végén felmerült az akkori DB Cargonál, hogy le kellene cserélni az Ausztriában is engedélyezett DB 151-es sorozatot. Helyettük a DB 152-es sorozatra esett a választás. De az osztrákoknak nem felelt meg ezeknek a gépeknek a hajtásrendszere és a forgóvázának kialakítása. Ezért a németek a gyártásban lévő DB 152-es mozdonyok utolsó 25 darabja helyett a DB 182-es sorozatot rendelték meg. Ezek a mozdonyok szinte teljesen megegyeznek az ÖBB 1116-os mozdonyaival, így az ausztriai engedélyeztetés is könnyen megvalósult. A gépek rendszeresen jártak tehervonatokkal Ausztriába, azonban időközben a DB 185-ös sorozat is megszerezte a szükséges engedélyeket a rendszeres forgalomhoz. A DB 182-es sorozat így feleslegessé vált, ezért öt darabot (001, 003,  004, 005 és 008 pályaszámú) már el is adott a DB Cargo utódja, a DB Schenker Rail a DB Regio-nak. A további mozdonyok is eladásra kerülnek. Jelenleg Lipcse és Cottbus között közlekednek, míg meg nem érkeznek az új Bombardier Talent 2 motorvonatok. A további mozdonyok Drezdába kerülnek, ahol a DB 143-as mozdonyokat fogják leváltani. Ehhez azonban még a DB Regionak néhány átalakítást kell végrehajtani a sorozaton: ZWS-t és oldalszelektív ajtóvezérlést kapnak.

## Képek

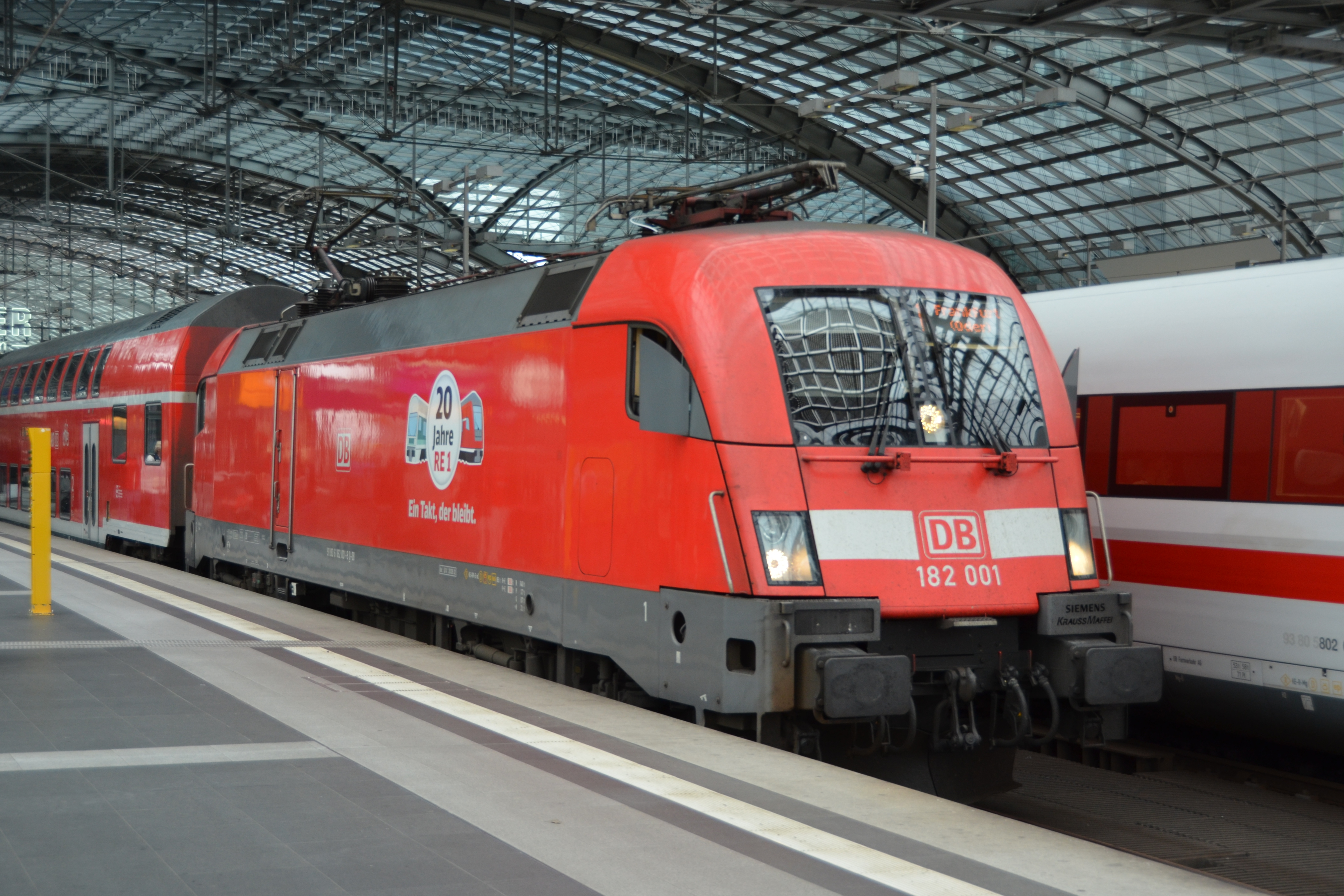
A mozdony a Berlin Hauptbahnhofon 2014-ben
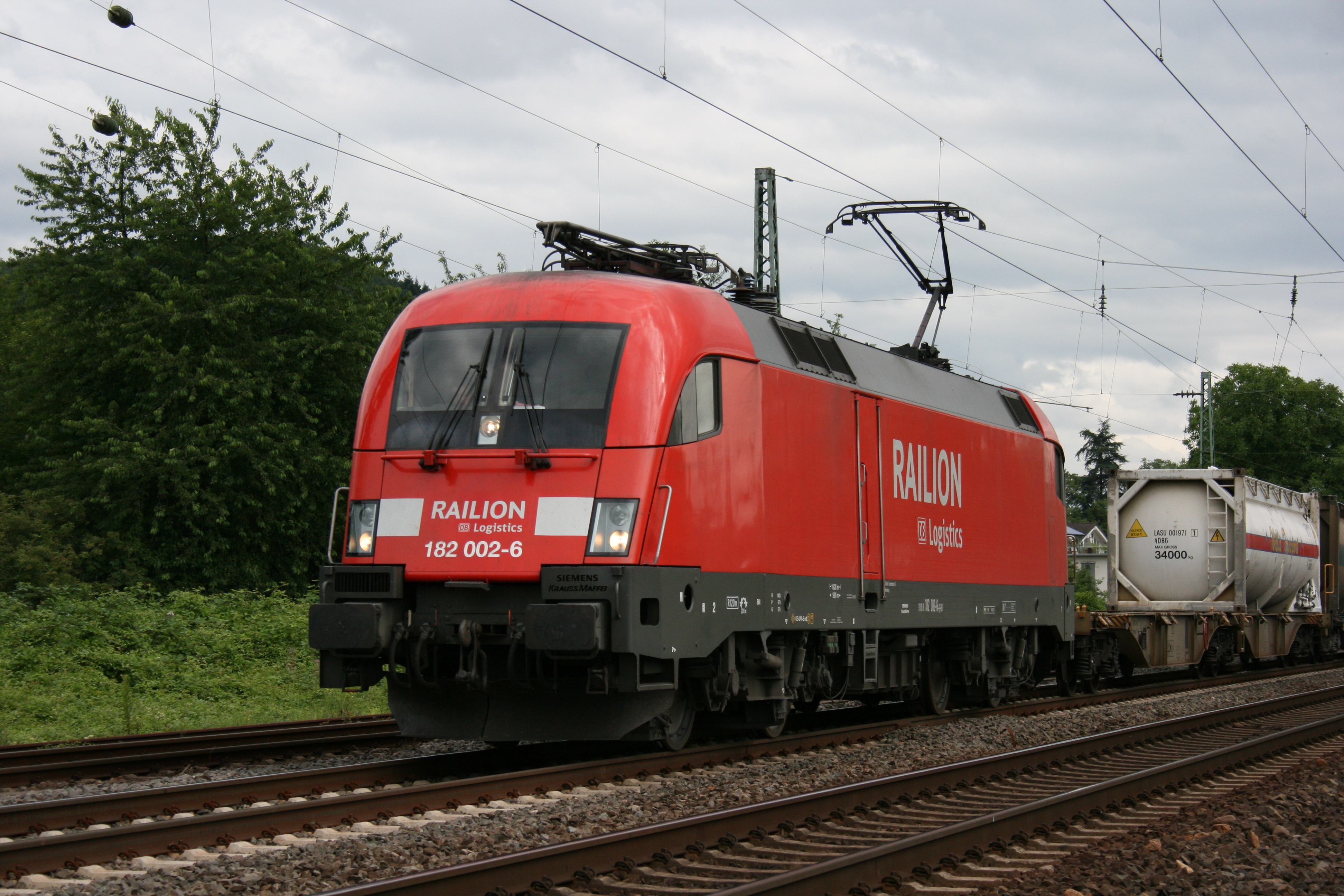
Tehervonattal 2007-ben
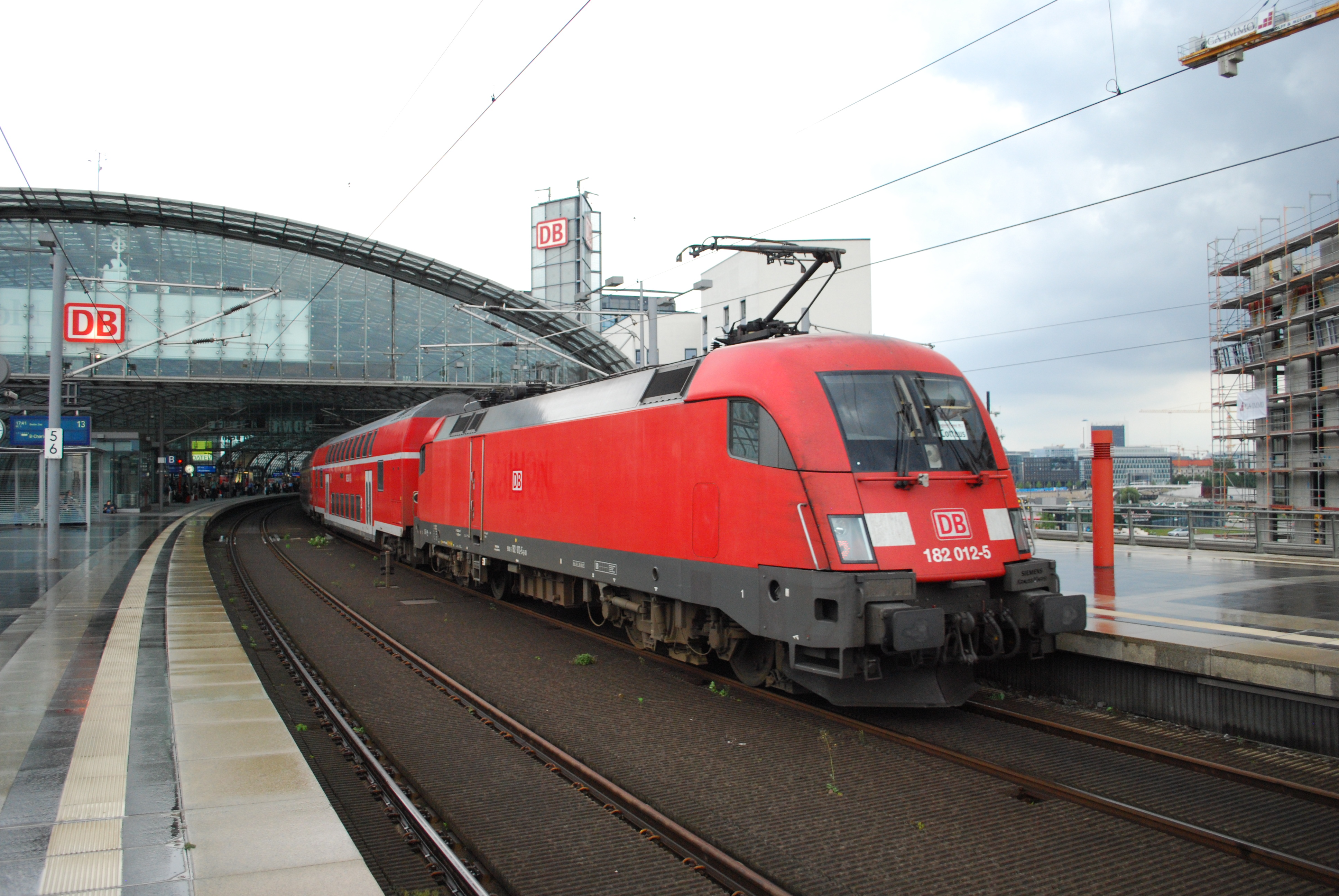
A mozdony a Berlin Hauptbahnhofon 2012-ben egy ingavonattal
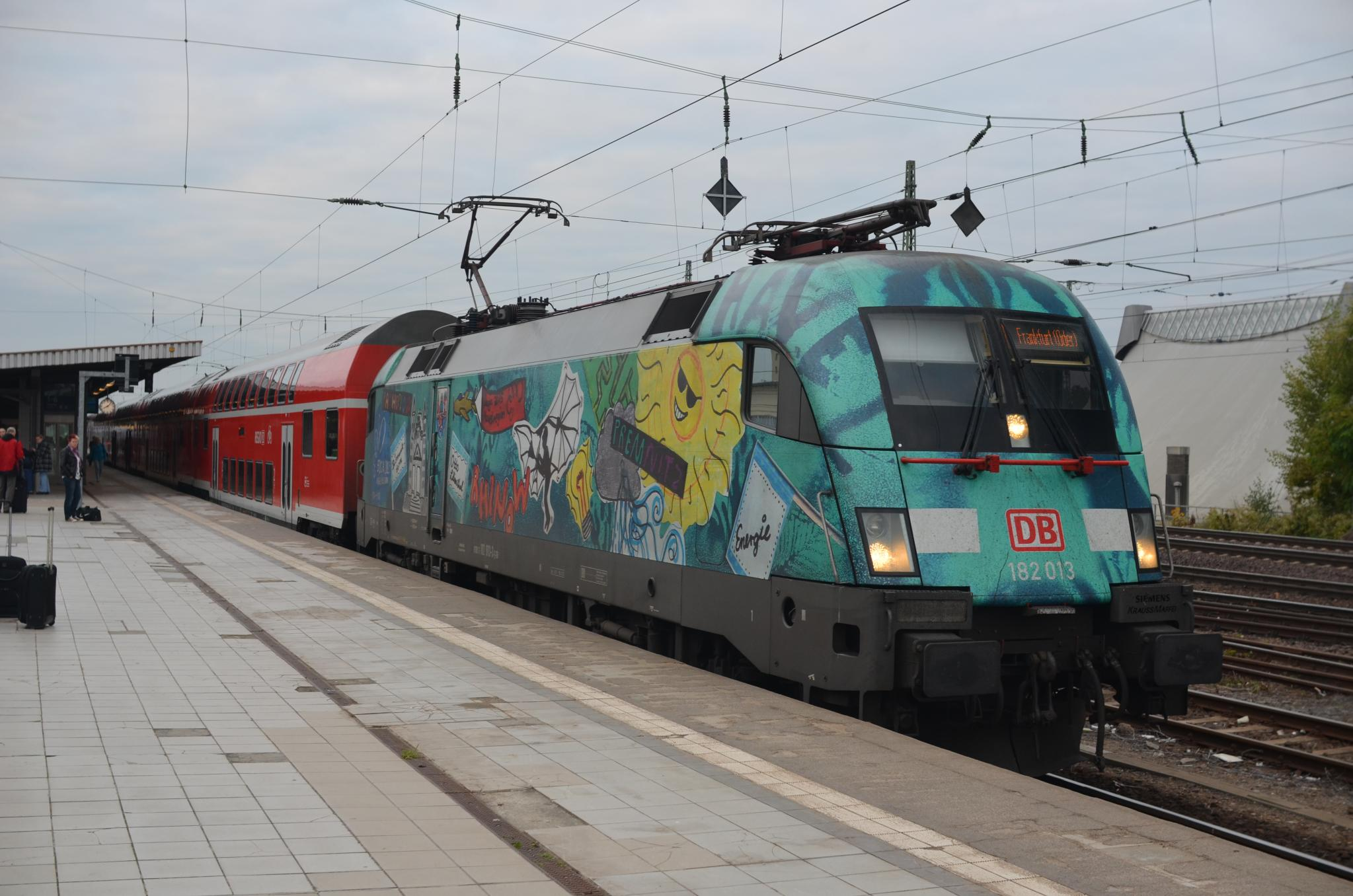
Reklámfestéssel
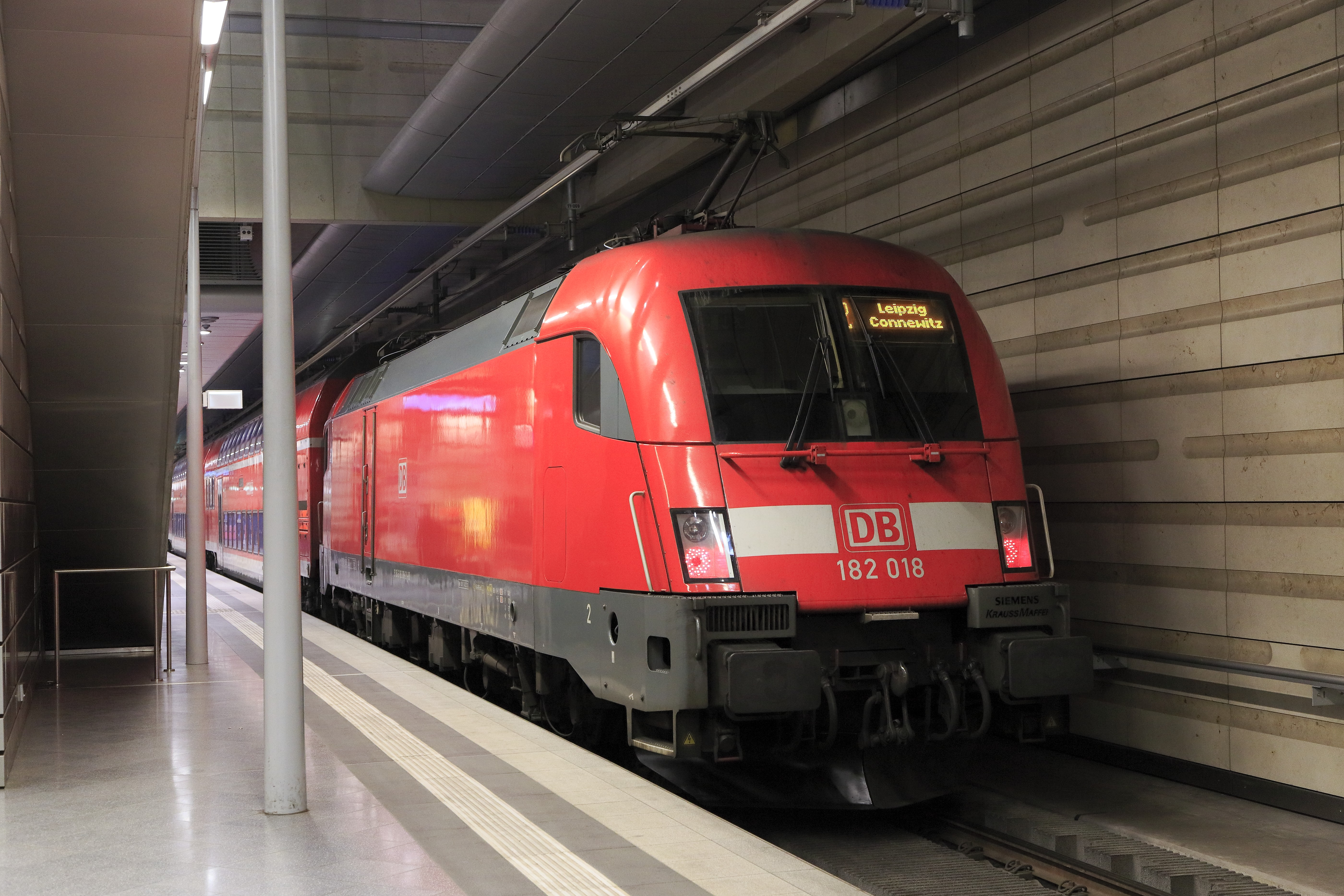
Lipcsében a városi alagútban
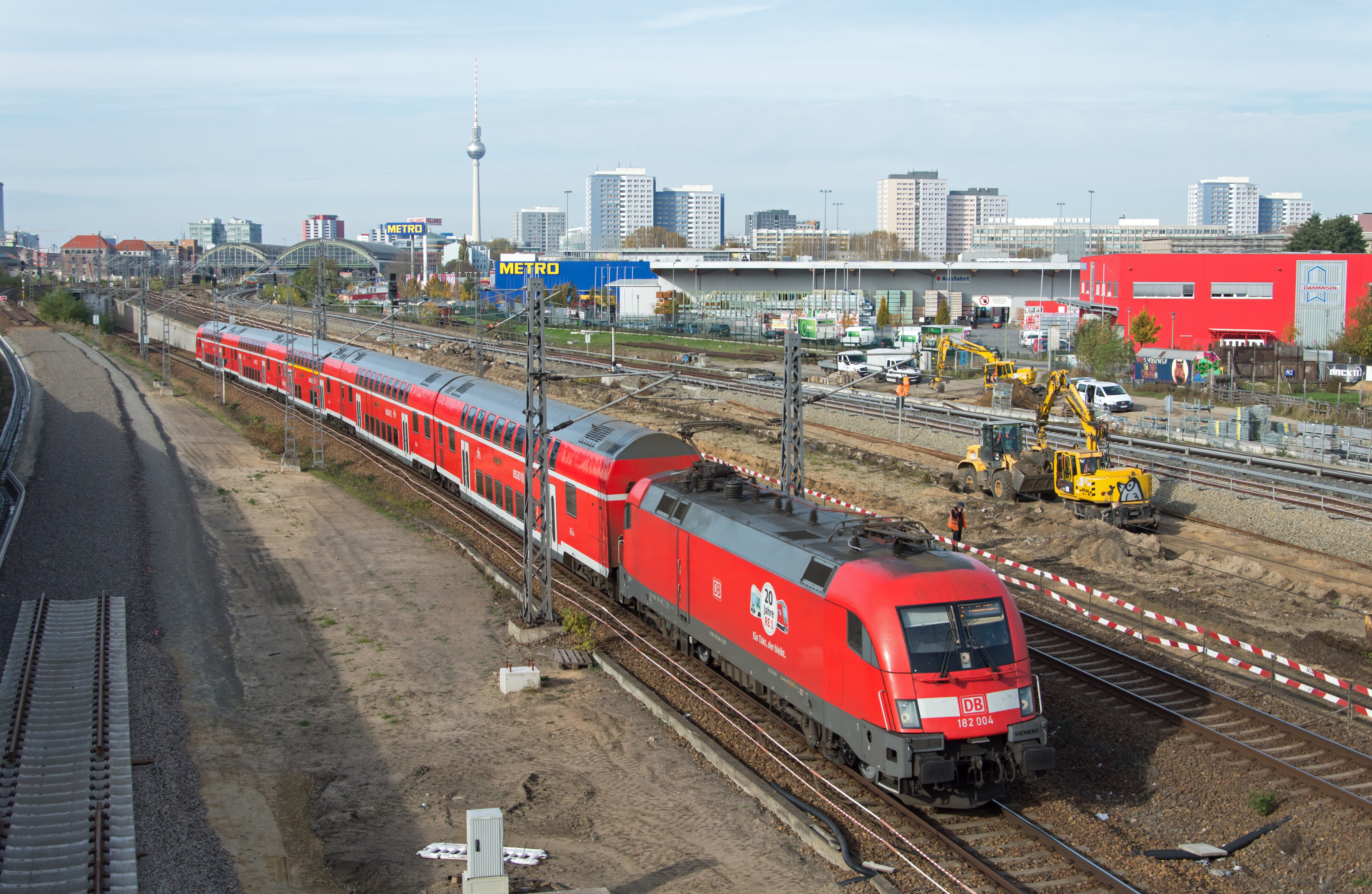
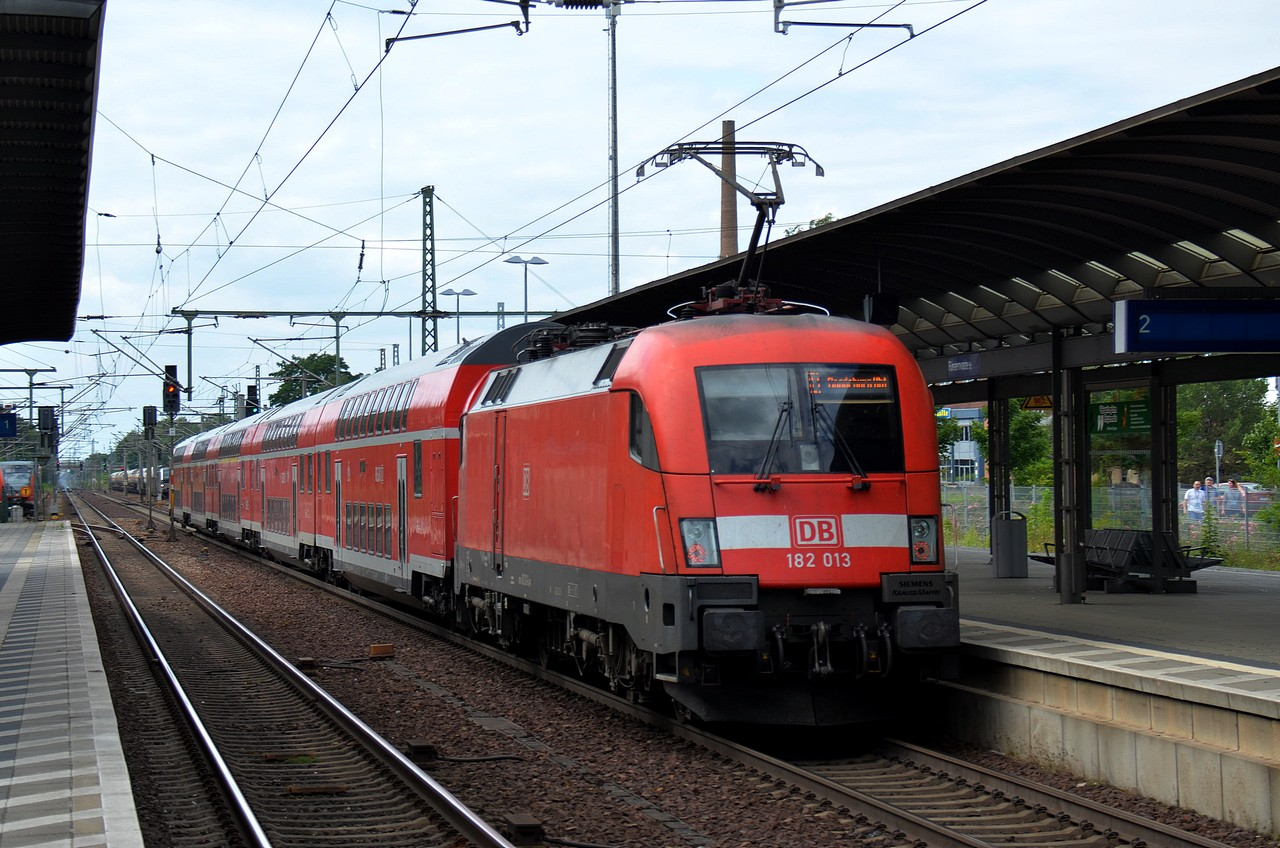